# Rußsegler
Der Rußsegler (Cypseloides senex, selten auch Aerornis senex) ist eine im randtropischen und tropischen Südamerika vorkommende Vogelart aus der Familie der Segler. Die Art ist dafür bekannt, dass die zum Brüten und Nächtigen verwendeten Höhlen an Felswänden und vor allem hinter Wasserfällen liegen. Um dorthin zu gelangen, durchstoßen die Vögel fliegend die herabstürzenden Wasservorhänge. Tagsüber jagen die geselligen Segler hoch über den Wäldern nach Insekten.
Es handelt sich um einen ziemlich großen, dunkelbraunen Segler, der mit einer Körperlänge von 18 Zentimetern den in Mitteleuropa heimischen ähnlichen Mauersegler an Größe etwas übertrifft. Er wird im Deutschen auch als Greisensegler bezeichnet, was auf die blassere Kopffärbung zurückzuführen ist.

## Beschreibung
Der Rußsegler ist ein untypischer Vertreter der Gattung Cypseloides. Sein englischer Name – Great Dusky Swift, also „großer düsterer Segler“ – charakterisiert ihn grob. Die Flügellänge beträgt ungefähr 16 Zentimeter, das Gewicht liegt zwischen 60 und 98 Gramm – also deutlich mehr als das Gewicht von ungefähr 20 bis 45 Gramm bei den anderen Arten der Gattung. Das Gefieder ist vorwiegend dunkel schwarzbraun. Die Unterseite sowie der untere Rücken, der Bürzel und die Schwanzfedern sind geringfügig heller. Der Gesamteindruck des Kopfes dagegen ist sehr blass, besonders an den dicht befiederten Regionen der Stirn, des Kinns und der Zügel. Die Geschlechter sind äußerlich nicht zu unterscheiden. Bei Jungvögeln sind die mittleren Unterflügeldecken etwas heller als die übrigen Unterflügeldecken.
Der Schwanz ist gerade abgeschnitten oder leicht gerundet. Für einen Segler ist der Körper recht kräftig, und die Flügel sind verhältnismäßig kurz. Der Flug wirkt flattrig und weniger elegant als bei den meisten anderen Seglern, insbesondere solchen vergleichbarer Größe. Der Ruf des Rußseglers ist charakteristisch, er besteht aus einem ti ti ti gefolgt von einem gemurmelten tirrtschaarr.

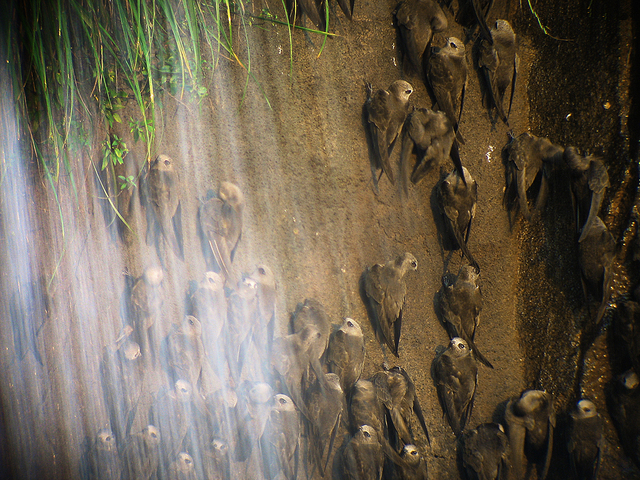
Rußsegler bei den Iguazú-Wasserfällen

## Verbreitung

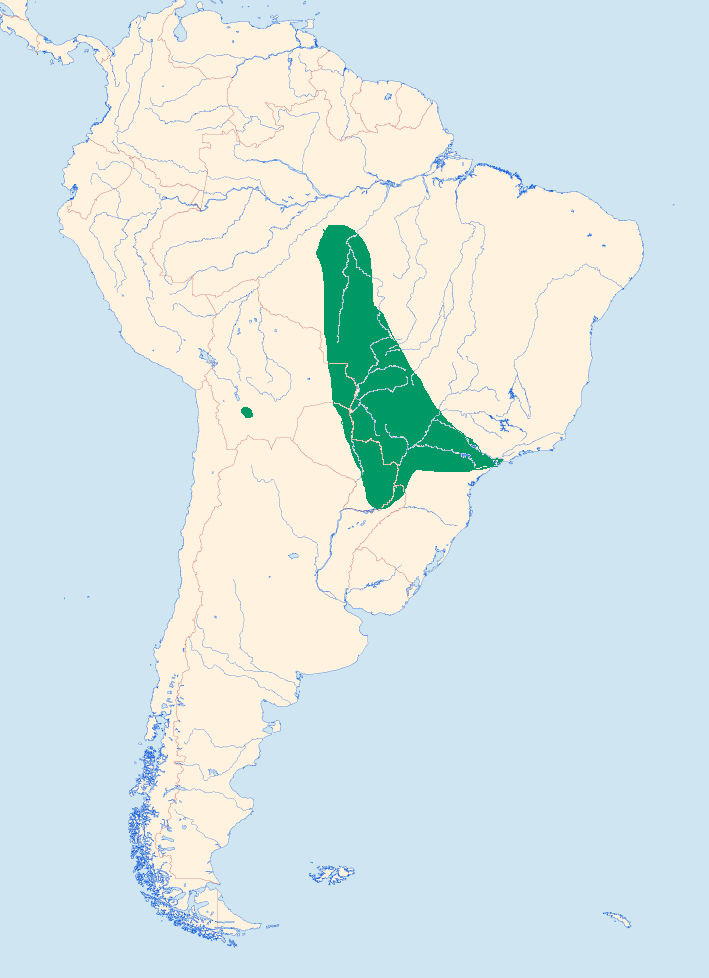
Verbreitung des Rußseglers

Der Rußsegler kommt ausschließlich in Südamerika vor. Der Großteil des Verbreitungsgebiets liegt in Brasilien; im Norden reicht es bis zum Tiefland am Oberlauf des Rio Madeira, eines rechten Zuflusses des Amazonas, und erstreckt sich über die Bundesstaaten Mato Grosso und Pará bis São Paulo in Südbrasilien. Zudem findet sich der Rußsegler im östlichen Paraguay und in der Provinz Misiones im Nordosten Argentiniens. Ein weiteres isoliertes Brutgebiet besteht höchstwahrscheinlich in Bolivien im Nationalpark Noel Kempff Mercado, vielleicht auch in weiteren Bereichen der Serranía de Huanchaca.
Der Rußsegler gilt als Standvogel. Vermutungen, er könne als Zugvogel das Amazonasgebiet überqueren und in Kolumbien östlich der Anden anzutreffen sein, stützen sich auf eine mögliche Sichtung im peruanischen Iquitos. Dies wird aber nicht allgemein anerkannt.

## Lebensraum
Der Lebensraum des Rußseglers umfasst den immergrünen tropischen Regenwald und die sich südlich anschließenden Feuchtsavannen. Er ist vom Tiefland bis zu einer Höhe von 1000 Metern anzutreffen. Die Brut- und Schlafplätze befinden sich offenbar ausnahmslos an Felsen in der direkten Umgebung von Wasserfällen, sofern sich dort Höhlungen gebildet haben. Teilweise liegen diese Höhlen direkt hinter den Wasserfällen. Sie werden frühmorgens verlassen und abends wieder aufgesucht. Beim Durchfliegen des Wasservorhangs werden die Segler gelegentlich von den herabstürzenden Wassermassen ein gutes Stück mitgerissen. Es scheint aber so, dass sie bei diesen Manövern kaum zu Schaden kommen, zumindest gibt es nur selten Funde von toten Vögeln, die weiter flussabwärts angespült werden.
Zur Nahrungssuche befinden sich die Rußsegler tagsüber hoch über den Wäldern auf der Jagd nach Insekten. Oft sind sie dabei mit Schwärmen des Halsbandseglers (Streptoprocne zonaris) vergesellschaftet.

## Fortpflanzung
Die Brutzeit fällt in Gebieten mit wechselnden Niederschlägen im Allgemeinen in die Regenzeit. Rußsegler brüten in Kolonien an horizontalen Felskanten oder Höhlungen an oder hinter Wasserfällen. Das Nest ist eine flache Schale, die aus Moos und kleinen Steinen besteht und durch die Verwendung von Lehm und möglicherweise auch Speichel zusammengehalten wird. Die Nester sind mitunter direktem Sonnenlicht ausgesetzt.
Das Gelege besteht meist nur aus einem Ei; nach Gelegeverlust kommen Ersatzbruten vor. Diese können notwendig werden, wenn die Segler aufgrund großer Wassermassen nach ergiebigen Niederschlägen ihre Nistplätze für einen längeren Zeitraum nicht mehr erreichen können. Über die Brutbiologie der Art ist sonst wenig bekannt; man geht aufgrund der feuchtkühlen Brutplätze von einer recht langen Brut- und Nestlingszeit aus. Auch das dichte, wärmende Halbdunen-Gefieder der Nestlinge wird als Anpassung an diese Nistplätze gedeutet. Beim Ausfliegen müssen die Jungvögel an vielen Stellen sofort den Wasservorhang des Wasserfalls durchqueren.

## Bestand und Gefährdung
Bis 1994 wurde die Art von der IUCN in der Vorwarnliste als „potenziell gefährdet“ (near threatened) eingestuft. Mittlerweile wird der Rußsegler als „nicht gefährdet“ (least concern) angesehen. Im Verbreitungsgebiet kommt er zwar nur lückenhaft vor, ist aber an einigen Orten Brasiliens durchaus häufig. Weder für den Bestand noch für dessen Entwicklung liegen jedoch verwertbare Daten vor. Die Zukunft verschiedener Brutgebiete könnte durch den Bau von Staudämmen gefährdet sein.

## Systematik
Der Rußsegler ist ein ungewöhnlicher Vertreter der Gattung Cypseloides, er übertrifft mit seiner Größe alle anderen Arten der Gattung beträchtlich. Aus diesem Grund wurde vorgeschlagen, die Art einer eigenen Gattung Aerornis zuzuordnen. Diese Sichtweise stößt jedoch bislang nicht auf größere Akzeptanz, molekulargenetische Untersuchungen der Verwandtschaftsbeziehungen gibt es bislang nicht.
Unterarten werden keine unterschieden.

## Evolution des Brütens an Wasserfällen
Allgemein neigen Segler zur Wahl schwer zugänglicher Nistplätze. Beim Rußsegler ist zudem bemerkenswert, dass das Brüten in die Regenzeit fällt, also den Zeitraum, in dem die Nistplätze aufgrund größerer Wassermassen am schwersten erreichbar sind. Dieses Handikap scheinen die Segler wegen des gegenüber der Trockenzeit größeren Angebotes an Insekten in Kauf zu nehmen. Laut Josef H. Reichholf liegt hierin auch der Schlüssel zur Erklärung der Evolution dieses Verhaltens. Zur Zeit des Pleistozäns – während der die Abspaltung der Art aufgrund der großen Unterschiede zu seinen näheren Verwandten als realistisch anzusehen ist – waren die Trockenphasen wesentlich deutlicher ausgeprägt und zwangen den Rußsegler zur Brut in der Regenzeit. Selbst während der niederschlagsreichen Zeiten dürften die Wasservorhänge der Wasserfälle damals eher dünn und durchsichtig gewesen sein – wie gegenwärtig an den Wasserfällen amazonischer Klarwasserflüsse – und somit kein Hindernis für die Vögel dargestellt haben. Bei der späteren Zunahme der Wassermassen konnten sie das Durchfliegen des Wasservorhangs beibehalten, weil sie an dieses Verhalten inzwischen gewöhnt waren und dabei eventuell auftretende Verluste durch den Vorteil einer nun auch für Nesträuber noch schwierigeren Erreichbarkeit des Nistplatzes kompensiert worden sein dürften.
Demnach ist das Wasserfallbrüten beim Rußsegler nicht in gleicher Weise zu erklären wie beim nahe verwandten Rothalssegler (Streptoprocne rutila), der ebenfalls in der Nähe von Wasserfällen brütet – jedoch nicht dahinter. Beim weit besser erforschten Rothalssegler geht man davon aus, dass das Brüten an solchen Plätzen eine selektionsneutrale Ausnutzung des verfügbaren Spektrums an möglichen Nistplätzen darstellt. Gegen die Übertragung dieser Erklärung auf den Rußsegler spricht unter anderem, dass die Bandbreite seiner Nistplätze viel enger ist als beim Rothalssegler. Auch kann der Rußsegler kaum vom viel kleineren Rothalssegler zu den Brutplätzen hinter den Wasserfällen abgedrängt worden sein, zumal beide Arten nirgendwo syntop vorkommen.
Mit der in Südostasien heimischen Riesensalangane (Hydrochous gigas) stimmt ein ganz anderer Segler besser mit dem Rußsegler überein, was Brutbiologie und Verhalten betrifft. Der im Englischen Waterfall Swift („Wasserfall-Segler“) genannte Vogel brütet ebenfalls hinter Wasserfällen und ist wie der Rußsegler im Vergleich zu seinen nahen Verwandten atypisch groß. Somit zeigt die nicht näher verwandte Riesensalangane konvergente Anpassungen, die bei dieser Art in ähnlicher Weise während des Pleistozäns entstanden sein könnten wie beim Rußsegler.

## Etymologie und Forschungsgeschichte
Die Erstbeschreibung des Rußseglers erfolgte 1826 durch Coenraad Jacob Temminck unter dem wissenschaftlichen Namen Cypselus senex. Das Typusexemplar wurde von Auguste de Saint-Hilaire in Brasilien gesammelt. 1848 führte August Vollrath Streubel die für die Wissenschaft neue Gattung Cypseloides für den Wüstenbussard ein. Dieser Begriff leitet sich κυψελος kupselos für Schwalbe und -οιδης -oidēs für ähnlich ab. Der Artname senex hat seinen Ursprung in lateinisch senex, senis ‚alte Person‘. Alfred Laubmann  sah für Paraguay in Aërornis niveifrons Bertoni, W, 1901 aus dem Departamento Alto Paraná den einzigen Nachweis für das Land. Bertonis Name wird heute als Synonym zur Nominatform betrachtet.